# 鈴木順也 (実業家)
鈴木 順也（すずき じゅんや、1964年12月8日 - ）は、日本の経営者。NISSHA社長を務めている。

## 来歴・人物
京都府京都市出身。1990年に慶應義塾大学大学院商学研究科を修了し、同年に第一勧業銀行に入行。1998年3月に日本写真印刷(のちのNISSHA)に転じ、1999年6月に取締役に就任し、2001年6月に常務、2003年6月に専務を経て、2005年6月に副社長に就任し、2007年6月には社長に昇格。